# U-361 (tàu ngầm Đức)
U-361 là một tàu ngầm tấn công  Lớp Type VII thuộc phân lớp Type VIIC được Hải quân Đức Quốc Xã chế tạo trong Chiến tranh Thế giới thứ hai. Nhập biên chế năm 1942, nó chỉ thực hiện được ba chuyến tuần tra và không đánh chìm được mục tiêu nào, trước khi bị một thủy phi cơ PBY Catalina của Không quân Hoàng gia Anh thả mìn sâu đánh chìm trong biển Na Uy vào ngày 17 tháng 7, 1944.

## Thiết kế và chế tạo

### Thiết kế

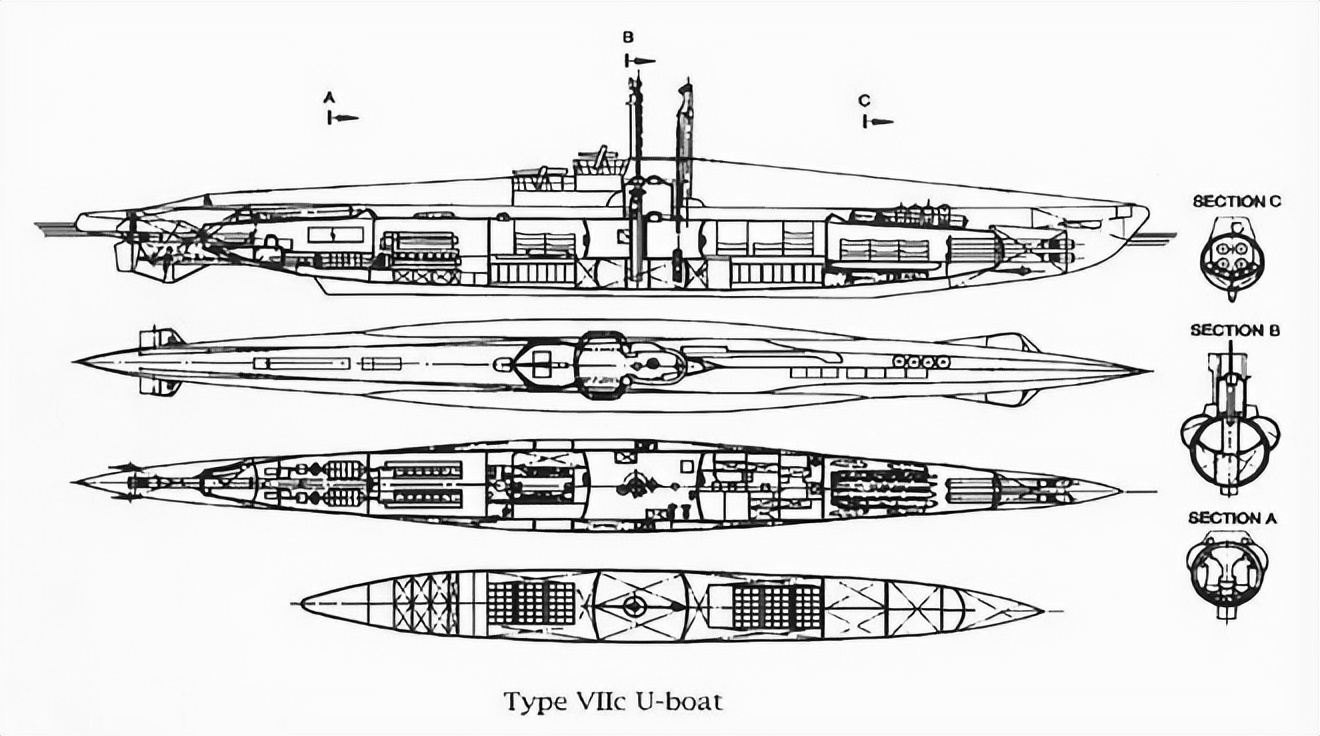
Sơ đồ các mặt cắt một tàu ngầm Type VIIC

Phân lớp VIIC của Tàu ngầm Type VII là một phiên bản VIIB được kéo dài thêm. Chúng có trọng lượng choán nước 769 t (757 tấn Anh) khi nổi và 871 t (857 tấn Anh) khi lặn). Con tàu có chiều dài chung 67,10 m (220 ft 2 in), lớp vỏ trong chịu áp lực dài 50,50 m (165 ft 8 in), mạn tàu rộng 6,20 m (20 ft 4 in), chiều cao 9,60 m (31 ft 6 in) và mớn nước 4,74 m (15 ft 7 in).
Chúng trang bị hai động cơ diesel Germaniawerft F46 siêu tăng áp 6-xy lanh 4 thì, tổng công suất 2.800–3.200 PS (2.100–2.400 kW; 2.800–3.200 bhp), dẫn động hai trục chân vịt đường kính 1,23 m (4,0 ft), cho phép đạt tốc độ tối đa 17,7 kn (32,8 km/h), và tầm hoạt động tối đa 8.500 nmi (15.700 km) khi đi tốc độ đường trường 10 kn (19 km/h). Khi đi ngầm dưới nước, chúng sử dụng hai động cơ/máy phát điện AEG GU 460/8-276 tổng công suất 750 PS (550 kW; 740 shp). Tốc độ tối đa khi lặn là 7,6 kn (14,1 km/h), và tầm hoạt động 80 nmi (150 km) ở tốc độ 4 kn (7,4 km/h). Con tàu có khả năng lặn sâu đến 230 m (750 ft).
Vũ khí trang bị có năm ống phóng ngư lôi 53,3 cm (21 in), bao gồm bốn ống trước mũi và một ống phía đuôi, và mang theo tổng cộng 14 quả ngư lôi, hoặc tối đa 22 quả thủy lôi TMA, hoặc 33 quả TMB. Tàu ngầm Type VIIC bố trí một hải pháo 8,8 cm SK C/35 cùng một pháo phòng không 2 cm (0,79 in) trên boong tàu. Thủy thủ đoàn bao gồm 4 sĩ quan và 40-56 thủy thủ.

### Chế tạo
U-361 được đặt hàng vào ngày 7 tháng 12, 1940, và được đặt lườn tại xưởng tàu của hãng Flensburger Schiffbau-Gesellschaft ở Flensburg vào ngày 12 tháng 9, 1941. Nó được hạ thủy vào ngày 9 tháng 9, 1942, và nhập biên chế cùng Hải quân Đức Quốc Xã vào ngày 18 tháng 12, 1942 dưới quyền chỉ huy của Hạm trưởng, Đại úy Hải quân Hans Seidel.

## Lịch sử hoạt động
Sau khi hoàn tất việc huấn luyện và chạy thử máy trong thành phần Chi hạm đội U-boat 8, U-361 được điều sang Chi hạm đội U-boat 11 để hoạt động trên tuyến đầu từ ngày 1 tháng 3, 1944.

### Chuyến tuần tra thứ nhất
U-360 xuất phát từ cảng Kiel, Đức vào ngày 22 tháng 2 cho chuyến tuần tra đầu tiên trong chiến tranh. Nó hoạt động trong biển Na Uy và biển Bắc Cực cho đến tận phía Nam đảo Bear, Na Uy, trước khi quay trở về Narvik Na Uy, vào ngày 27 tháng 3.

### Chuyến tuần tra thứ hai
Chuyến tuần tra tiếp theo của U-361 diễn ra từ ngày 31 tháng 3 đến ngày 24 tháng 4, cùng xuất phát và kết thúc tại Narvik. Chiếc tàu ngầm tiếp tục hoạt động trong biển Bắc Cực về phía Nam đảo Bear, kéo dài cho đến tận biển Barents ngoài khơi bán đảo Kola, Liên Xô.  Trong cả hai chuyến đi này, nó không đánh chìm được mục tiêu nào.

### Chuyến tuần tra thứ ba - Bị mất
U-361 khởi hành từ Narvik vào ngày 27 tháng 6 cho chuyến tuần tra thứ ba, cũng là chuyến cuối cùng, để hoạt động tại khu vực biển Na Uy. Vào ngày 17 tháng 7, nó bị một thủy phi cơ PBY Catalina thuộc Liên đội 210 Không quân Hoàng gia Anh tấn công. Trong lượt tấn công đầu tiên, các quả mìn sâu gặp trục trặc nên không thể phóng ra, và hỏa lực phòng không từ chiếc U-boat đã bắn trúng chiếc Catalina trong lượt tấn công tiếp theo, khiến viên hoa tiêu thiệt mạng và bốn người khác bị thương. Bất chấp chịu đựng nhiều vết thương, phi công chính John Cruickshank tiếp tục cuộc tấn công, thả mìn sâu đánh trúng mục tiêu, khiến U-361 đắm tại tọa độ 68°35′B 06°00′Đ / 68,583°B 6°Đ. Toàn bộ 52 thành viên thủy thủ đoàn của U-361 đều đã tử trận. Cruickshank đưa được chiếc Catalina quay trở về căn cứ an toàn sau thêm năm giờ rưỡi bay, và ông được tặng thưởng Huân chương Chữ thập Victoria do đã chiến đấu dũng cảm trong trận chiến này.

### "Bầy sói" tham gia
U-361 từng tham gia sáu bầy sói:
- Boreas (29 tháng 2 – 10 tháng 3, 1944)
- Thor (10 – 26 tháng 3, 1944)
- Blitz (2 – 5 tháng 4, 1944)
- Keil (5 – 20 tháng 4, 1944)
- Donner & Keil (20 – 23 tháng 4, 1944)
- Trutz (28 tháng 6 – 10 tháng 7, 1944)